# Њутон Бут
Њутон Бут (енгл. Newton Booth; Сејлем, 30. децембар 1825 — Сакраменто, Калифорнија, 14. јул 1892) је био амерички политичар, и 11. Гувернер Калифорније. На дужност гувернера је ступио 8. децембра 1871, а 27. фебруара 1875. је дао оставку, јер је изабран у Сенат. 
У Сенат је изабран испред Антимонополистичке партије, а мандат му је трајао од 4. марта 1875, до 3. марта 1881; није био кандидат за реизбор 1880. Док је био у Сенату, служио је као председавајући Сенатског комитета за произвођаче и Сенатског комитета за патенте. 1876, га је Гринбек партија номиновала за потпредседника Сједињених Држава уз председничког кандидата Питера Купера. Међутим, Бут је одбио номинацију, па га је Самјуел Ф. Кери заменио.